# Algansea barbata
Algansea barbata és una espècie de peix cipriniforme de la família dels ciprínids que es troba a Nord-amèrica.